# Jeanny – Das 5. Mädchen
Jeanny – Das 5. Mädchen (ORF), Alternativtitel Jeanny – Das fünfte Mädchen (ARD), ist ein österreichisch-deutscher Fernsehthriller aus dem Jahr 2022 mit Theresa Riess in der Titelrolle und Manuel Rubey. Regie führte Andreas Kopriva, das Drehbuch schrieben Thorsten Wettcke und Andreas Karlström. Die Handlung ist von Motiven des Liedes Jeanny von Falco inspiriert.
Auf Flimmit wurde der Film am 23. Jänner 2022 veröffentlicht. Die Erstausstrahlung im ORF erfolgte am 30. Jänner 2022 anlässlich des 65. Geburtstages von Johann Hölzel am 19. Februar 2022. Im Ersten wurde der Film am 9. Februar 2022 erstmals gezeigt.

## Handlung
In der niederösterreichischen Stadt Mödling in der Nähe von Wien verschwinden in immer kürzeren Abständen seit Jahren Mädchen im Alter von 18 bis 20 Jahren. Die Polizei mit den Ermittlern Degner und Szabó kommt kaum weiter, die Bevölkerung wirft ihnen deshalb Inkompetenz vor und bildet eine Bürgerinitiative zum Schutz der Heranwachsenden, darunter auch Kristina und Mark Eichhorn, deren Tochter Carla sich unter den verschwundenen Mädchen befindet.
In diesem Klima trifft die 19-jährige Schülerin Jeanny, Tochter einer verschuldeten Alleinerzieherin, auf den charmanten und mysteriösen Steuerberater Johannes Bachmann. Der sieht in Jeanny mehr als nur ein unschuldiges Mädchen und gibt ihr Anerkennung und Halt, nachdem Jeanny bereits in jungen Jahren ihren Vater an Krebs verloren hatte. Unter anderem hilft er ihr dabei, die Mathematik-Matura zu bestehen, und stärkt ihr Selbstbewusstsein. Zwischen den beiden entwickelt sich eine Liebschaft, die sie aber geheim halten. Nachdem Jeanny entdeckt hat, dass er sie heimlich fotografiert und ausspioniert hat, wächst ihr Misstrauen, denn Jeannys beste Freundin Luzia ist die Schwester der verschwundenen Carla Eichhorn.
Eines Tages lädt Bachmann Jeanny in sein Waldhaus in der Nähe von Kalksburg ein. Im Keller des Hauses entdeckt Jeanny ein Skelett. Dieses stammt von Bachmanns Schwester Ellen, die im Jahr 2000 ermordet wurde. Der Künstler Aurelio Varesi, der mit Ellen befreundet war, saß deswegen 20 Jahre in Haft und wurde kürzlich entlassen. An die Tat kann er sich nicht erinnern, denn er und Ellen waren damals im Drogenrausch. Die Eltern der Bachmanns kamen nämlich Jahre davor bei einem Autounfall ums Leben, den nur Johannes und Ellen überlebten. Danach wurden die beiden von ihrem gewalttätigen Großvater aufgezogen. Gegenüber der Polizei gibt Johannes an, dass er den Tod seiner Schwester nie überwunden hat, weswegen er deren Leiche zu sich holte. Jeanny habe er aufgrund der starken Ähnlichkeit mit seiner Schwester kennenlernen wollen. Auch deren Kleider habe er Jeanny tragen lassen. Mangels Beweisen muss die Polizei Bachmann freilassen.
Zwar beteuert Bachmann gegenüber Jeanny seine Unschuld am Verschwinden Carlas, trotzdem erklärt Jeanny ihm, ihn nie wieder sehen zu wollen. Nachdem Bachmann seine Kanzlei verwüstet und mit Beschimpfungen beschmiert vorfindet, zieht er sich in sein Waldhaus zurück, wo er versucht, sich mit Tabletten das Leben zu nehmen. Er wird allerdings rechtzeitig von Aurelio Varesi gefunden. Varesi gesteht Bachmann, dass er sich damals ebenfalls umbringen wollte, als er neben der toten Ellen aufgewacht war, ihm aber der Mut fehlte. Varesi bedauert außerdem, dass er und Ellen damals Pilze genommen hatten.
Nach der Matura wollen Jeanny und ihre Mutter mit Jeannys Freundin Luzia und deren Vater, von dem sich seine Frau inzwischen getrennt hat, gemeinsam eine Frankreichreise machen. Johannes Bachmann beobachtet Jeanny weiter und dringt sogar heimlich in der Nacht ins Schlafzimmer ein.
Nach der Maturafeier verschwindet Luzia, der Verdacht fällt zunächst erneut auf Johannes, doch dieser hat ein Alibi. Die Polizei findet auf einem Schrottplatz Luzias Freund gefesselt und betäubt im Kofferraum seines Autos, in dem das Paar überfallen worden war. Die Bürgerwehr unter der Führung von Mark Eichhorn übt in der Turnhalle der Schule Selbstjustiz, schlägt Johannes zusammen und foltert ihn, bis die Polizei einschreitet. Denn es wurde inzwischen auf der Autoscheibe innen das Wort PAPI gefunden, woraufhin das Auto von Luzias Vater untersucht wird. In der Folge stellt sich anhand von Aufzeichnungen der GPS-Koordinaten heraus, dass es um Mitternacht am Schrottplatz war und danach auch in der Au, wo später Luzias Leiche gefunden wird. Mark Eichhorn wird daher von der Polizei festgenommen, bald darauf erhängt er sich in der Gefängniszelle.
Johannes wird ins Krankenhaus eingeliefert, wo er von Jeanny besucht wird. Nach dessen Genesung verbringen die beiden eine gemeinsame Liebesnacht im Waldhaus von Johannes. In Rückblenden wird klar, dass Ellen und Johannes auch miteinander schliefen und er auf die Beziehung zwischen Aurelio und Ellen eifersüchtig war. Am nächsten Morgen geht Jeanny in das Zimmer von Ellen, wo sie deren Makeup und Parfum aufträgt und deren Kleider anzieht. So ruft sie seine Gefühle von damals wach und Johannes schlägt auf sie ein, als ob er Ellen vor sich hätte. Die hatte ihm nämlich versprochen, für immer mit ihm zusammenzubleiben, dann aber das Verhältnis mit Aurelio begonnen. In einer weiteren Rückblende sieht man, wie der junge Johannes seine Schwester deswegen mit einem Kopfpolster erstickte. Bevor Jeanny seinem Würgegriff erliegt, findet Johannes zur Gegenwart zurück und lässt ab. Er gesteht ihr, für das Verschwinden von Carla, Luzia und der anderen Mädchen verantwortlich zu sein, sticht sich mit einem Brieföffner in den Bauch und wird schließlich verhaftet und ins Krankenhaus eingeliefert. Er selbst hat den Verdacht auf Mark Eichhorn gelenkt.
Am Filmende sieht man Jeanny mit Johannes’ Auto mit unbekanntem Ziel davonfahren.

## Produktion und Hintergrund
Die Dreharbeiten fanden vom 14. September bis zum 16. Oktober 2020 in Niederösterreich statt, gedreht wurde hauptsächlich in Mödling und Umgebung.
Produziert wurde der Film von der Graf Filmproduktion GmbH (Produzent Klaus Graf) und der Rowboat Film- und Fernsehproduktion (Produzent Sam Davis), beteiligt waren der Österreichische und der Mitteldeutsche Rundfunk. Unterstützt wurde die Produktion vom Fernsehfonds Austria (FISA) und dem Land Niederösterreich.
Die Kamera führte Josef Mittendorfer. Für den Ton zeichnete Joe Knauer verantwortlich, für Spezialeffekte Tissi Brandhofer, für das Szenenbild Julia Oberndorfinger und Christine Dosch, für das Kostümbild Theresa Ebner-Lazek, für die Maske Birgit Beranek und Fatma Reil und für das Casting Judith Limberger. Als Intimitätskoordinatorin fungierte Cornelia Dworak.
Am Abend der Erstausstrahlung des Spielfilmes zeigte der ORF die Dokumentation Jeanny – Wie alles begann. Falco – Forever Young von Regisseur Patrick Hibler.

## Rezeption
Astrid Ebenführer schrieb auf DerStandard.at, dass Regisseur Andreas Kopriva mit Erwartungshaltungen spiele, manchmal drehe das Drehbuch arge Pirouetten, nicht alle Szenen seien glaubwürdig, manche Dialoge wirkten allzu aufgesetzt. Insgesamt biete der Film aber solide Krimispannung, was vor allem an der Hauptdarstellerin Theresa Riess liege, die Jeanny authentisch und mit einer jugendlichen, neugierigen Unbeschwertheit verkörpere.
Tilmann P. Gangloff vergab auf tittelbach.tv 3,5 von sechs Punkten und meinte, dass der Film in der zweiten Hälfte deutlich an Spannung verliere. Richtig packend würde die Geschichte auch dank einer wirkungsvollen Parallel-Montage erst wieder gegen Ende. Das habe nicht nur mit der zunehmend zerfasernden Handlung zu tun, sondern auch mit den Nebenfiguren. Die schillerndste Rolle spiele Martin Feifel. Die weiteren Mitwirkenden hätten jedoch entweder weniger Spielraum oder nicht die nötige Ausstrahlung, um mehr aus ihren Rollen zu machen. Sehenswert sei der Film trotzdem, weil Rubey die tragische Figur mit gewohnt viel Charme versehe und sie geschickt in der Schwebe zwischen Sympathie und Verdacht halte. Eine echte Entdeckung sei zudem Theresa Riess.
Marcus Italiani bezeichnete auf prisma.de das Strecken eines Fünf-Minuten-Songs auf Spielfilm-Länge als interessanten Ansatz. Allerdings werde die eigentliche Geschichte oft etwas zu hektisch erzählt, man bleibe mit einem nicht ganz zufriedenen Gefühl zurück. Aber vielleicht sei das gerade der Ansatz des Films, denn schließlich habe auch Falco die Welt nie wissen lassen, worum es in Jeanny wirklich ging.
Christian Lukas fand auf Quotenmeter.de Parallelen zu The Stepfather, allerdings verliere die Inszenierung von Jeanny irgendwann ihren Mut und setze die Geschichte nur noch Bausteine aus dem Psychopathen-Setzkasten zusammen. Das sei in sich zwar alles schlüssig, packend sei das nicht. Je mehr über die Vergangenheit von Johannes bekannt wird, desto uninteressanter werde seine Figur und er mutiere zum Durchschnittspsychopathen der Woche. Zum Ende hin vollziehe die Story dann ein paar Wendungen, die aber nicht überraschend wirkten, sondern wie Pirouetten der Pirouetten wegen, deren Aufgabe darin bestehe, die vorhersehbare Auflösung etwas hinauszuschieben.